# Ořechov
Ořechov (deutsch Groß Urhau) ist eine Gemeinde in Tschechien. Sie liegt elf Kilometer südwestlich des Stadtzentrums von Brno und gehört zum Okres Brno-venkov.

## Geographie
Ořechov befindet sich rechtsseitig des Tals der Bobrava in der Thaya-Schwarza-Talsenke. Nördlich erhebt sich der Líchy (346 m), im Nordosten der Písoňky (341 m), südwestlich der Jalovčiny (334 m).
Nachbarorte sind Ořechovičky im Norden, Nebovidy und Moravany im Nordosten, Hajany im Osten, Rajhrad und Syrovice im Südosten, Bratčice im Süden, Tikovice und Mělčany im Südwesten, Silůvky und Prštice im Westen sowie Radostice und Střelice im Nordwesten.

## Geschichte
Die erste schriftliche Erwähnung von Ořechov erfolgte 1234 in einer Urkunde des Klosters Rajhrad, in der Nahrad von Ořechov als Zeuge zeichnete. Ořechovičky wurde 1317 als Besitz des Klosters der hl. Anna in Brünn erstmals erwähnt. Štikovice (Tikovice) ist ebenfalls seit der ersten Hälfte des 14. Jahrhunderts nachweisbar; das Dorf war zu dieser Zeit zwischen den Herrschaften Prštice und Kounice sowie dem Brünner Kapitel St. Peter und Paul geteilt, wobei das Kapitel den größten Anteil hielt. Die erste Erwähnung der Pfarrkirche Allerheiligen in Ořechov stammt von 1317. 1378 erfolgte eine Teilung von Ořechov zwischen dem Brünner Kapitel und dem Kloster St. Anna. Zwischen den drei eng nebeneinanderliegenden Dörfern befanden sich große Fischteiche, in denen Hechte gezogen wurden, die die Bewohner als Naturalabgaben an die Geistlichkeiten in Brünn zu liefern hatten. Während der Belagerung von Brünn durch die Schweden im Dreißigjährigen Krieg wurden alle drei Dörfer zwischen 1643 und 1645 gebrandschatzt. Aus dem Jahre 1740 stammt das älteste Siegel von Ořechov, es trägt die Inschrift Peczet obeczni Welkeho Worzechoviho und im Wappen einen Nußbaum. Nach der Schlacht bei Austerlitz wurden die Dörfer 1805 vom Militär ausgeplündert.
Nach der Aufhebung der Patrimonialherrschaften bildeten Velký Ořechov, Ořechovičky und Tikovice ab 1850 drei selbstständige Gemeinden in der Bezirkshauptmannschaft Brünn. Während des Deutschen Krieges fielen 1866 die Preußen ein. Zu Beginn des 20. Jahrhunderts setzte sich für Velký Ořechov der Ortsname Ořechov durch. 1921 wurden die Gemeinden dem Okres Brno-venkov zugeordnet. In den letzten Tagen des Zweiten Weltkrieges wurden hier zwischen dem 18. und 24. April 1945 während der Bratislava-Brünner Operation stärkere Panzerkräfte der deutschen 8. Armee (General Kreysing) konzentriert, um den sowjetischen Vorstoß auf Brünn zu stoppen. Die drei Dörfer waren eine Woche heftig umkämpft und wurden dann am 24. April von der 2. Ukrainische Front unter Rodion Malinowski erobert. Nach dem Panzergefecht von Groß Urhau lagen die drei Dörfer weitgehend in Trümmern. 189 Häuser waren zerstört und 23 Einwohner starben bei den Kämpfen. Bei der Schlacht fielen 960 russische und 275 deutsche Soldaten. Auf beiden Seiten wurden 34 Panzer zerstört. Nach Kriegsende erfolgte ein zügiger Wiederaufbau. Nach der Vertreibung der Deutschen aus der Brünner Sprachinsel zogen 223 Familien vorwiegend in die umliegenden Orte Moravany, Modřice und Želešice. Am 12. September 1946 wurden die Gemeinden Ořechov, Ořechovičky und Tikovice zu einer Gemeinde Ořechov zusammengeschlossen. Ořechovičky verlor 1948 den Status eines Ortsteils. Zwischen 1948 und 1960 gehörte die Gemeinde Ořechov zum Okres Brno-okolí. Nach dessen Aufhebung kam Ořechov zum Okres Brno-venkov zurück. Mit Beginn des Jahres 1983 verlor auch Tikovice den Status eines Ortsteiles. Am 24. April 2005 wurde vor 2000 Zuschauern die Panzerschlacht von Groß Urhau nachgestellt.

## Gemeindegliederung
Für die Gemeinde Ořechov sind keine Ortsteile ausgewiesen. Zu Ořechov gehören die Ansiedlungen Ořechovičky (Klein Urhau) und Tikovice (Tikowitz).

## Sehenswürdigkeiten
- Kirche Allerheiligen in Ořechov: Die Kirche ist seit 1317 als Pfarrkirche nachweisbar, der heutige Bau entstand 1899 anstelle eines romanischen Vorgängerbaus. Die Kirche wurde zwischen dem 18. und 24. April 1945 von der Wehrmacht als Beobachtungsposten zweckentfremdet und danach bei den Kämpfen mit der Roten Armee stark beschädigt. Zwischen 1945 und 1946 wurde sie wiederhergestellt.
- Kirche des hl. Georg in Tikovice, sie erhielt ihre heutige Gestalt 1725
- Kapelle in Ořechovičky
- Wallfahrtskapelle des hl. Peregrinus Laziosi, nordöstlich über dem Tal der Bobrava, erbaut von Kriegsinvaliden im 18. Jahrhundert
- Denkmal für T.G. Masaryk, errichtet 1929, es wurde nach der Machtübernahme der Kommunisten beseitigt und in den 1990er Jahren wiederhergestellt
- Betsäule
- Army Park Ořechov, östlich des Ortes, die ehemalige Luftabwehrstellung dient heute als Militärtechnisches Museum
- Sowjetischer Militärfriedhof, auf dem Schlachtfeld der Panzerschlacht, hier wurden 1452 Angehörige der Roten Armee, die in den Kämpfen um Brünn gefallen sind, beigesetzt
- Naturpark Bobrava, nordwestlich des Ortes
- Naturdenkmal Střelický les, nördlich des Dorfes im Tal der Bobrava

## Söhne und Töchter der Gemeinde
- František Xaver Bakeš (1833–1917), Komponist
- Lucie Bakešová (1853–1935), Ethnografin, Enkelin Heinrich Wankels
- Jaroslav Bakeš (1871–1930), Chirurg, geboren in Ořechovičky
- François Rysavy (1904–1984), eigentlich František Ryšavý, Chefkoch des Weißen Hauses unter US-Präsidenten Eisenhower und Bestsellerautor, er fand hier auch seine letzte Ruhestätte